# Травес
Травес (італ. Traves, п'єм. Tràves) — муніципалітет в Італії, у регіоні П'ємонт,  метрополійне місто Турин.
Травес розташований на відстані близько 560 км на північний захід від Рима, 31 км на північний захід від Турина.
Населення — 540 осіб (2014).
Покровитель — San Pietro in Vincoli, Santa Blandina.

## Демографія
Населення за роками:

Станом на 1 січня 2023 року в муніципалітеті офіційно проживало 25 іноземців з 9 країн, серед них 17 громадян країн Євросоюзу.

## Сусідні муніципалітети
- Джерманьяно
- Мецценіле
- Пессінетто
- Віу